# 华东进出口商品交易会
华东进出口商品交易会簡稱華交會，是中華人民共和國境內的一個区域性经贸和出口展會，由上海市、江苏省、浙江省、安徽省、福建省、江西省、山东省、南京市、宁波市9省市联合主办，每年3月1日在上海举行。其前身为上海对外贸易洽谈会和上海对外经济贸易洽谈会。首屆华东进出口商品交易会於1991年3月5日在上海展覽中心和上海商城舉行。截至2025年，華交會已舉辦33届。